# Sergi Escobar
Sergi Escobar Roure (Lérida, 22 de setembro de 1974) é um desportista espanhol que competiu no ciclismo na modalidade de pista, especialista nas provas de perseguição. Foi campeão mundial em perseguição individual em 2004.
Participou em dois Jogos Olímpicos de Verão, na perseguição individual e por equipes, nos anos 2004 e Pequim 2008, obtendo ao todo duas medalhas de bronze, ambas em Atenas 2004, na provas de peresecución individual e perseguição por equipas (junto com Carlos Castaño, Asier Maeztu e Carlos Torrent); ademais conseguiu o 7.º lugar em Pequim 2008 em perseguição por equipas.
Ganhou cinco medalhas no Campeonato Mundial de Ciclismo em Pista entre os anos 2003 e 2007.

## Medalheiro internacional
| Jogos Olímpicos    | Jogos Olímpicos               | Jogos Olímpicos   | Jogos Olímpicos         |
| Ano                | Lugar                         | Medalha           | Competição              |
| ------------------ | ----------------------------- | ----------------- | ----------------------- |
| 2004               | Atenas ( Grécia)              | Medalha de bronze | Perseguição individual  |
| 2004               | Atenas ( Grécia)              | Medalha de bronze | Perseguição por equipas |
| Campeonato Mundial |                               |                   |                         |
| Ano                | Lugar                         | Medalha           | Competição              |
| 2003               | Stuttgart ( Alemanha)         | Medalha de bronze | Perseguição individual  |
| 2004               | Melbourne ( Austrália)        | Medalha de ouro   | Perseguição individual  |
| 2004               | Melbourne ( Austrália)        | Medalha de bronze | Perseguição por equipas |
| 2005               | Los Angeles ( Estados Unidos) | Medalha de prata  | Perseguição individual  |
| 2007               | Palma de Mallorca ( Espanha)  | Medalha de bronze | Perseguição individual  |

## Palmarés

### Estrada
- 2001
  - 3.º no Campeonato da Espanha Contrarrelógio
- 2006
- Volta à Comunidade de Madri
- 2009
  - 1 etapa da Volta Ciclista a Chiapas
- 2011
  - 1 etapa da Volta Ciclista a Chiapas

## Palmarés em pista
- 1997
  -  Campeão da Espanha de perseguição por equipas (com Isaac Gálvez, J.M. Fernández e Ou. Gomis)
- 1999
  -  Campeão da Espanha de perseguição
  -  Campeão da Espanha de perseguição por equipas (com Isaac Gálvez, Carles Torrent e Xavier Florencio)
- 2000
  -  Campeão da Espanha de perseguição
  -  Campeão da Espanha de perseguição por equipas (com Isaac Gálvez, Carles Torrent e David Regal)
- 2001
  -  Campeão da Espanha de perseguição
- 2002
  -  Campeão da Espanha de perseguição
- 2003
  -  Campeão da Espanha de perseguição
  -  Campeão da Espanha de perseguição por equipas (com Sebastià Franco, Antonio Miguel Parra i I. Escolà)
- 2004
  -  Medalha de bronze als Jogos Olímpicos de Atenas em perseguição
  -  Medalha de bronze als Jogos Olímpicos de Atenas em perseguição por equipas com Asier Maeztu, Carlos Castaño i Carles Torrent
  -  Campeão do Mundo em perseguição individual
  -  Campeão da Espanha de perseguição
  -  Campeão da Espanha de Madison (com Antonio Miguel Parra)
  -  Campeão da Espanha de perseguição per equips (com Sebastià Franco, Antonio Miguel Parra e Albert Ramiro)
- 2006
  -  Campeão da Espanha de perseguição
  -  Campeão da Espanha de perseguição por equipas (com Joaquim Soler, Antonio Miguel Parra e Carles Torrent Tarrés)
- 2007
  -  Campeão da Espanha de perseguição
  -  Campeão da Espanha de perseguição por equipas (com Albert Ramiro, Antonio Miguel Parra e Carles Torrent Tarrés)
  -  Campeão da Espanha de perseguição
- 2008
  -  Campeão da Espanha de perseguição
- 2009
  -  Campeão da Espanha de perseguição por equipas (com Carlos Ferreiro Nadal, Antonio Miguel Parra e Carles Torrent Tarrés)
- 2010
  -  Campeão da Espanha de perseguição
  -  Campeão da Espanha de pontuação
  -  Campeão da Espanha de scratch

### Resultados naCopa do Mundo
- 2003
  -     - 1.º em Moscovo, em Perseguição
- 2004
  -     - 1.º na Classificação geral e na prova de Aguascalientes, em Perseguição
- 2004-2005
  -     - 1.º em Manchester, em Perseguição
- 2005-2006
  -     - 1.º em Los Angeles, em Perseguição
- 2007-2008
  -     - 1.º em Copenhaga, em Perseguição
- 2008-2009
  -     - 1.º em Cali, em Perseguição

## Equipas
- Illes Balears-Caisse d'Epargne (2005)
- Grupo Nicolás Mateos (2006-2007)
- Andorra-Grandvalira (2009)